# 22 км (зупинний пункт, Криворізька дирекція Придніпровської залізниці)
Платформа 22 км — пасажирський залізничний зупинний пунктКриворізької дирекції Придніпровської залізниці на електрифікованій лінії 116 км — Інгулець між станціями Кривий Ріг-Західний (22 км) та Інгулець (6 км). Розташований в селі Дем'янівка Криворізького району Дніпропетровської області.

## Пасажирське сполучення
На Платформі 22 км зупиняються двічі на добу приміські електропоїзди сполученням Кривий Ріг-Головний — Інгулець.
Приміські поїзди сполученням Кривий Ріг-Головний — Інгулець складаються з двох пасажирських вагонів, які курсують під електровозною тягою. Зупинний пункт 22 км необладнаний  посадковою платформою, поїзд зупиняється на переїзді, тому для пасажирів зручно що здійснювати посадку/висадку у перший вагон, щоб спуститися на асфальт.